# طريق القاهرة - الفيوم الصحراوي
طريق القاهرة - الفيوم الصحراوي هو الطريق السريع الواصل بين القاهرة الكبرى ومدينة الفيوم ويبدأ الطريق من ميدان الرماية وحتى مدينة الفيوم بطول 103 كم  ويتكون الطريق من ثلاث حارات مرورية أو حارتين في بعض الأجزاء في الاتجاهين . ويتفرع منه عدة طرق هامة منها:
- طريق الواحات .
- الطريق السياحي المؤدي إلى بحيرة قارون .

## التطوير
تم العمل على تطوير الطريق في الفترة الأخير بتوسيعه إلى ثلاث حارات مرورية في الاتجاهين في معظمه وتم إن إنشاء عدة جسور علوية منها جسر مزلقان دهشور .